# 京阪京津線
京津線（けいしんせん）は、京都府京都市山科区の御陵駅から滋賀県大津市のびわ湖浜大津駅までを結ぶ京阪電気鉄道の軌道路線である。石山坂本線と合わせて大津線と総称される。

## 概要
起点の御陵駅から、逢坂山を越えて琵琶湖の近くにあるびわ湖浜大津駅までを結ぶ路線である。御陵駅から先は京都市営地下鉄東西線と直通運転しており、太秦天神川駅まで乗り入れているほか、終点のびわ湖浜大津駅では石山坂本線と接続している。これにより、京都市内中心部と大津市内を結ぶ都市間輸送の役割を果たしている。全線に渡ってJR東海道本線（琵琶湖線）と並行しており、石山坂本線とあわせてJR琵琶湖線・湖西線のフィーダーとしての役割も担っている。
京津線は正式な起点を御陵駅としているが、列車運行および旅客案内ではびわ湖浜大津駅から御陵駅へ向かう列車が下り、逆方向が上りとされている。四宮駅 - 上栄町駅間ではほとんどが国道1号に沿って走っている。御陵駅から逢坂山を越える大谷駅 - 上栄町駅間には61‰の勾配区間があり、上栄町駅 - びわ湖浜大津駅間のほとんどは路面電車のように道路上を走行する併用軌道となっている。びわ湖浜大津駅では接続する石山坂本線とホーム・線路を共用している。全区間が軌道法の適用を受けている。軌道運転規則では列車長が30m以下と定められているが、京津線では4両編成の電車（1両あたり16.5m）が併用軌道区間を走ることが特例として認可されている。
このように、地下鉄、勾配区間、併用軌道区間を直通運転しているのは日本では京津線のみである。
かつては御陵駅より西にも併用軌道を交えた区間があり、京阪本線と接続する三条駅（のちに同線から分離して京津三条駅と改称）を起点として三条駅 - 浜大津駅間を結んでいた。また、蹴上駅付近では碓氷峠並みの66.7‰の急勾配を越えていた。1997年10月12日の地下鉄東西線開業および乗り入れ開始に伴い、御陵駅以西は廃止された。なお、地下鉄東西線のうち2009年3月まで京都高速鉄道が保有していた三条京阪駅 - 御陵駅間については、京阪は第二種鉄道事業免許を取得せず、通常の乗り入れという形式を取った。この判断が後述のような運賃の割高さを生み出す要因となった。

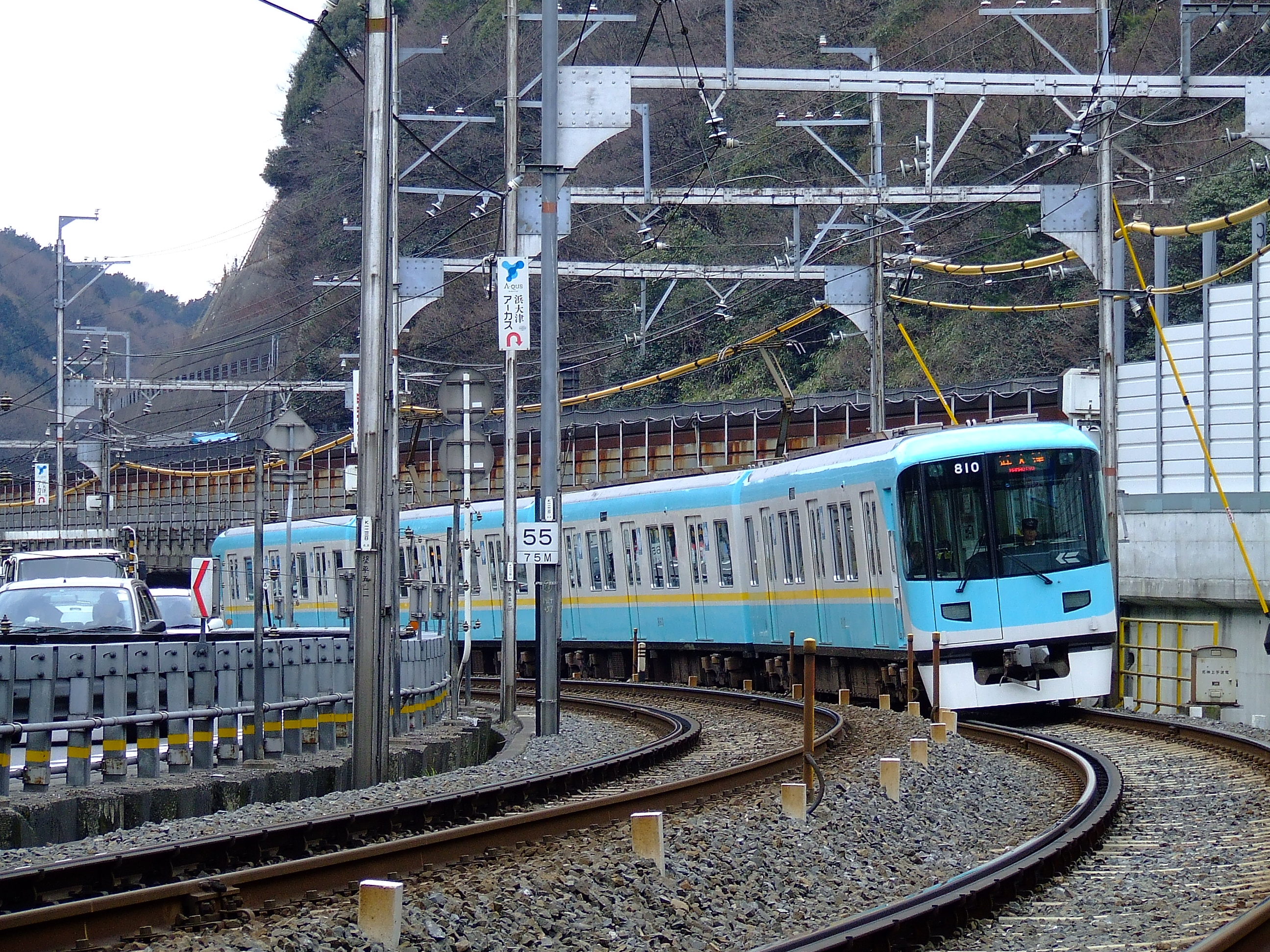
国道1号と並行する急勾配区間（2007年3月8日、大谷駅）
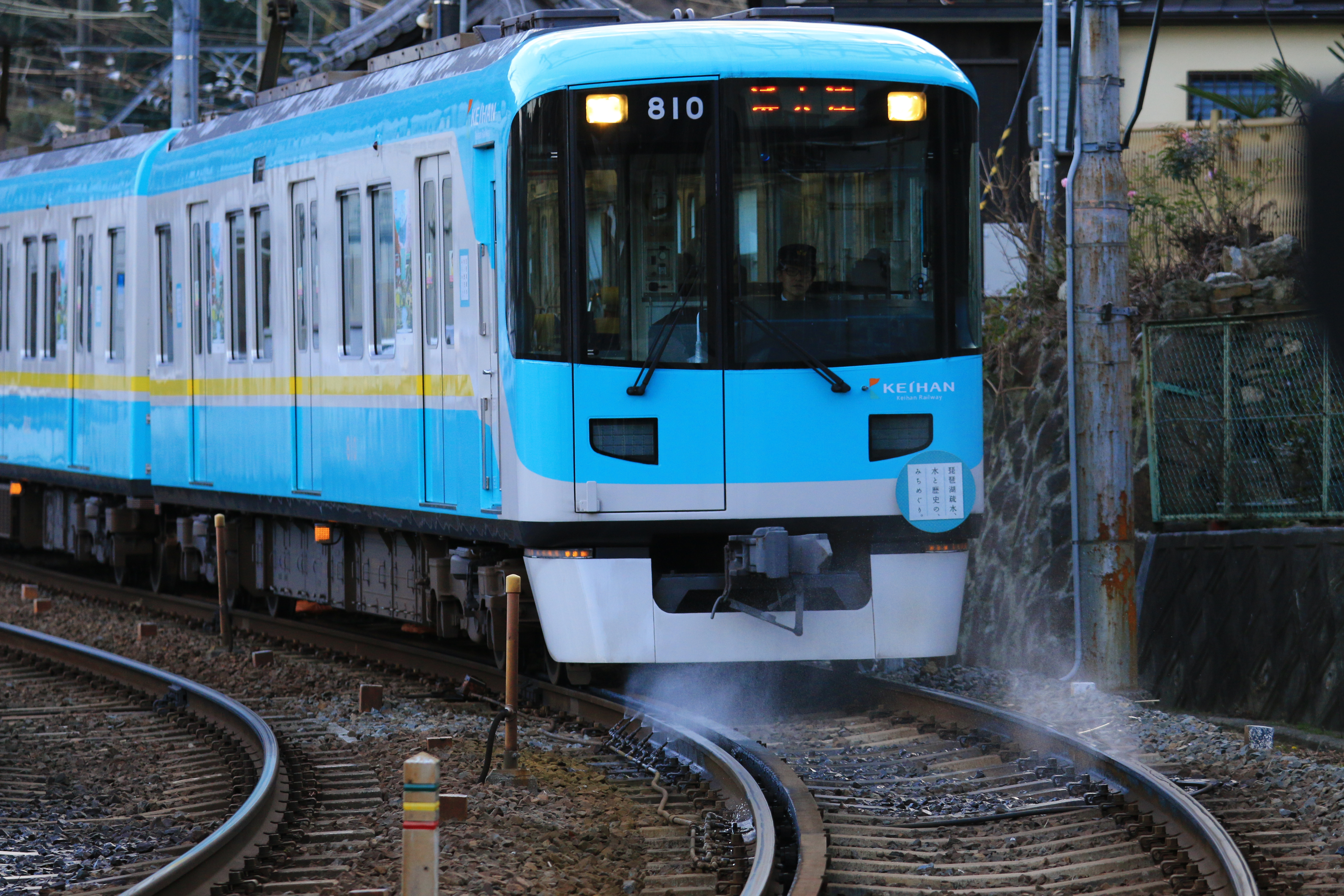
一部の曲線区間にはスプリンクラーが設置され、走行時のフランジ音を緩和している （2016年1月1日、大谷駅 - 上栄町駅間）
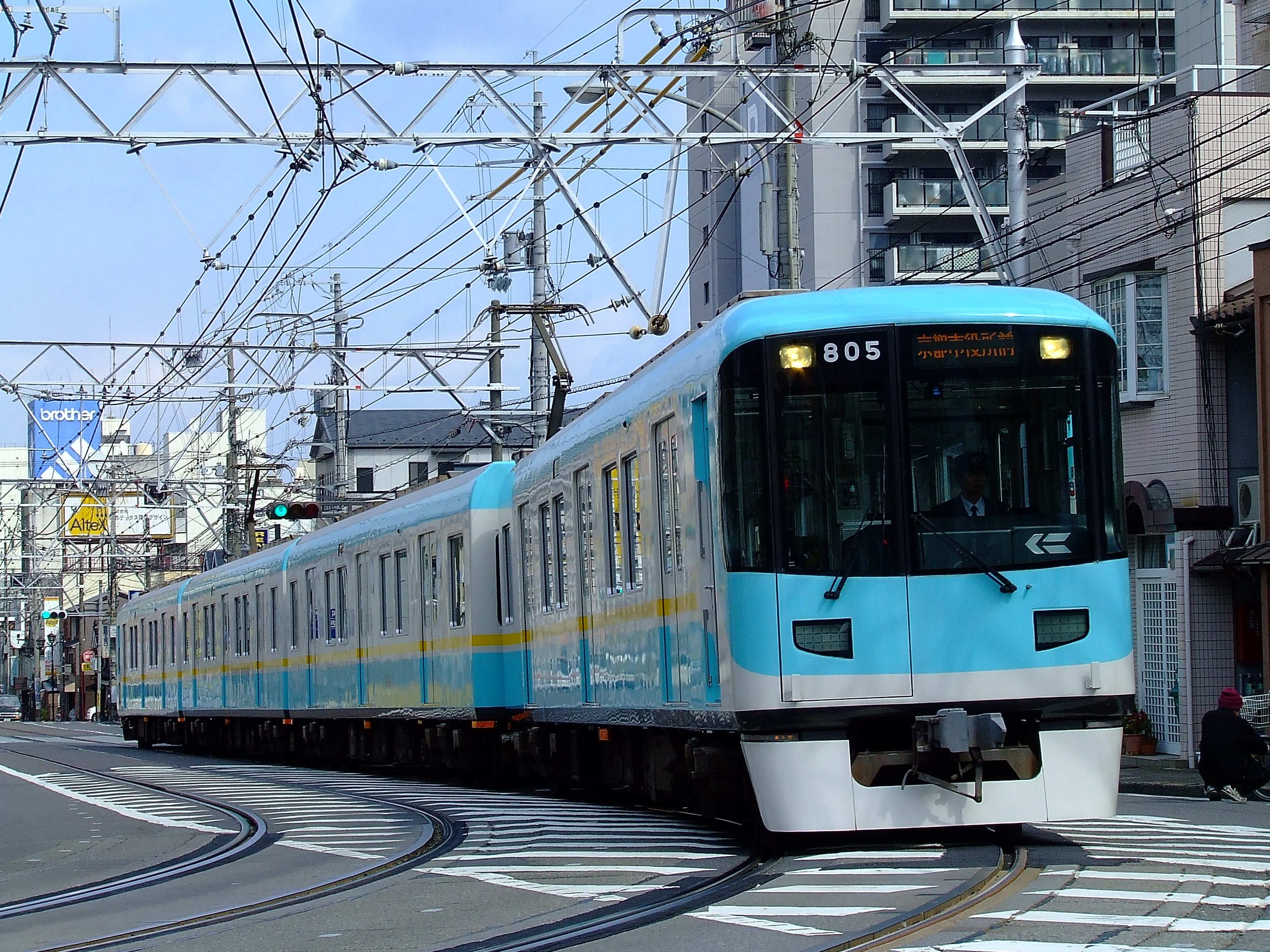
併用軌道区間を走る800系（2007年3月8日、上栄町駅 - 浜大津駅〈現在のびわ湖浜大津駅〉）
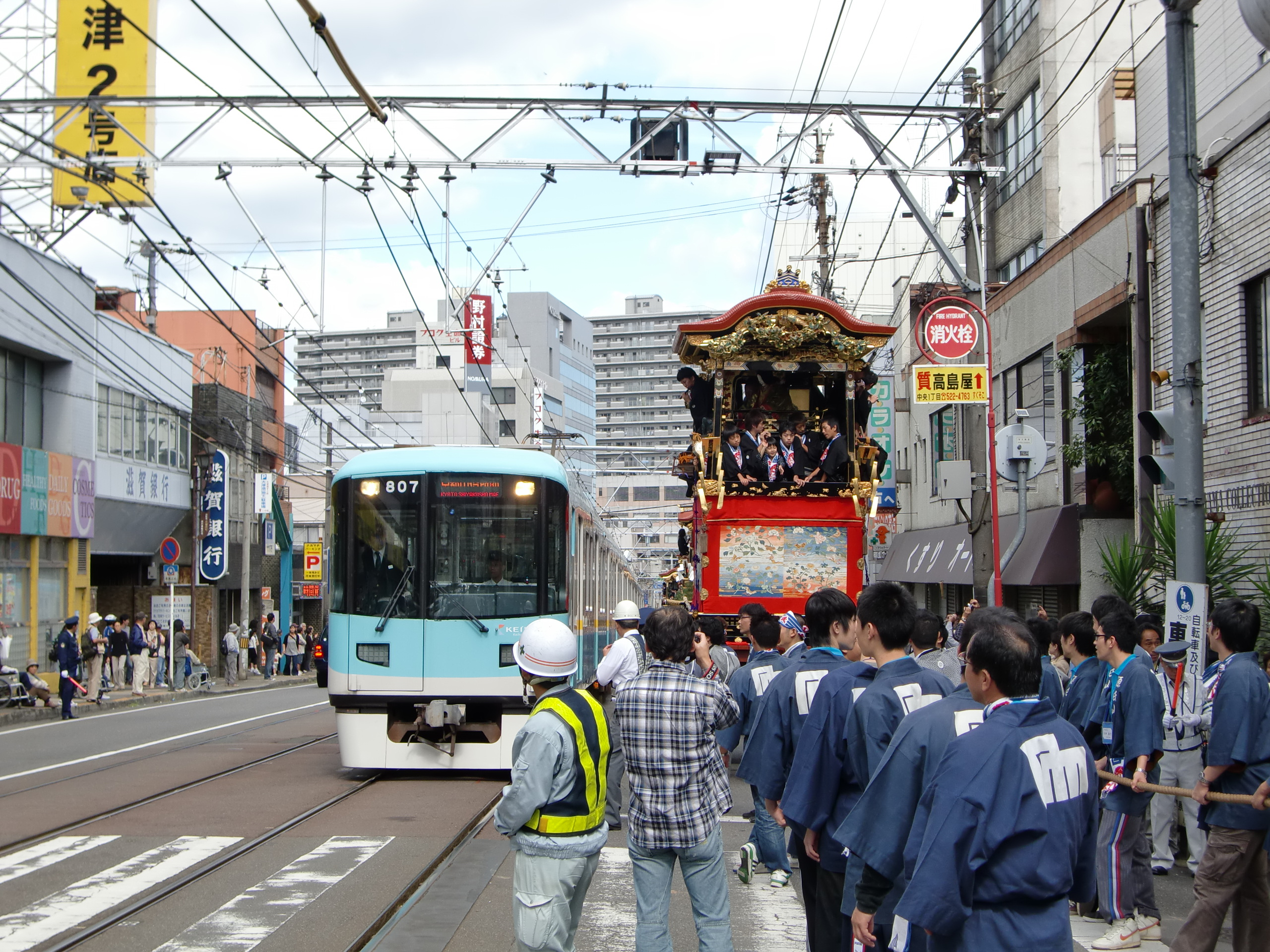
以前は毎年10月に行われる大津祭で、併用軌道上で800系と曳山との併走が見られたが、現在は安全上の理由から曳山巡行の時間帯のみ運転が見合わせられている（2009年10月11日、上栄町駅 - 浜大津駅間）

京津線ではPiTaPa・ICOCAなどの全国相互利用交通系ICカードが利用できる（スルッとKANSAIも2018年1月31日まで利用可能であった）。
地下鉄東西線開業後、御陵駅を境に地下鉄と京津線の運賃が別々に加算されるようになったことから、京都市内中心部からびわ湖浜大津方面への運賃は大幅に高くなった（下表参照）。また、三条京阪駅で乗り換えて京阪線を利用する場合、地下鉄と京津線の運賃に京阪線の運賃も加算されるうえ、普通乗車券の通過連絡運輸が行われず、乗り換え時にも切符の購入が必要である。ただし、定期券やPiTaPaなどのICカード、あるいは「京都・びわ湖チケット」などの企画乗車券ではこの限りではない。
|                   | 東西線開業前   | 東西線開業後      | 東西線開業後 |
| 1995年9月         | 1997年10月12日 | 2019年10月1日現在 |              |
| ----------------- | -------------- | ----------------- | ------------ |
| 三条 - 浜大津間   | 300円          | 390円             | 430円        |
| 四条 - 浜大津間   | 380円          | 540円             | 590円        |
| 淀屋橋 - 浜大津間 | 690円          | 790円             | 850円        |
| 淀屋橋 - 四宮間   | 620円          | 720円             | 780円        |

1. ↑  地下鉄東西線乗り入れ後は三条京阪
2. 1 2 3  2018年にびわ湖浜大津に改称
3. ↑  2008年に祇園四条に改称

石山坂本線と2線あわせて年間15億円程度の赤字が出ており、一部で大津線廃線の検討が報じられたこともあった。京阪は地元自治体（大津市など）との間で、今後の運営のあり方についての協議を開始し、当初2004年秋に分社化を予定していたが、収支改善が見込めないことから見送られ、経費削減を図り収支が均衡した時点で分社化するとされた。
1997年の東西線直通開始以来、800系車両の帯の色でもある黄色（■）がラインカラーとして使われていたが、2017年からの京阪線系統との車両カラーの統一およびサインシステムの再統一に伴い、これに代わって黄緑色の路線マークが設定された。路線マークのコンセプトは「山を越えて東西へ」とされている。

### 路線データ
- 路線距離（営業キロ）：7.5 km
- 軌間：1435mm
- 駅数：7駅（起終点駅含む。地下駅1駅・地上駅6駅）
- 複線区間：全線
- 電化区間：全線電化（直流1500V）
- 閉塞方式：自動閉塞式
- 保安装置：京阪型速度照査ATS
- 最高速度：75 km/h[1]
- 最急勾配：61‰
- 最小曲線：半径40m

## 運行形態
2018年3月17日改正ダイヤでは、ほとんどの列車が京都市営地下鉄東西線と直通運転を行い、朝に京都市役所前駅発着列車があるほかは、すべて太秦天神川駅まで乗り入れる。これにより、以前の起点の京津三条駅（現在の三条京阪駅）までの沿線をカバーしている。朝・夜には線内完結列車として、四宮駅 - びわ湖浜大津駅間の列車や深夜にはびわ湖浜大津発御陵行きが設定されている。基本的に1時間に3本、平日の朝夕は4 - 5本運転される。
編成両数は全列車4両編成である。2両編成・15分間隔であった東西線開業前よりも乗客は減少している一方、輸送力は逆に4両編成・20分間隔と1.5倍になっている。
かつては急行（1973年まで京阪山科駅には待避線が設けられており、同駅で普通列車と緩急接続を行っていた）や準急（京津三条駅 - 御陵駅間は途中無停車）の運転、石山坂本線との直通運転もあったが、現在はすべてびわ湖浜大津駅折り返しで普通列車のみの運転である。地下鉄東西線開業前の準急列車は、京津三条駅 - 浜大津駅間を24分で運転していた。現在の地下鉄東西線乗り入れ列車は、停車駅が2駅（東山駅、蹴上駅）増えたが、地下区間で高速運転が可能になったことで若干速達化し、三条京阪駅 - びわ湖浜大津駅間を22分で運転している。
2002年より全線でワンマン運転を行っている。列車内で運賃を収受せず、駅では改札口を利用するいわゆる「都市型ワンマン列車」であり、列車内には運賃箱がない。2018年3月のダイヤ改正で深夜にびわ湖浜大津発御陵行きの列車が設定された。
毎年8月上旬の「びわ湖大花火大会」の開催日のみ、びわ湖浜大津発四宮・京阪山科・御陵行きの臨時列車も運転される。この日に限り乗降客の安全確保などの理由により、運転士が列車防護要員として乗務するツーマン運転が行われている。

### 京都市営地下鉄東西線乗り入れ区間の延長
1997年10月12日に開業した京都市営地下鉄東西線は、2008年1月16日に二条駅 - 太秦天神川駅間が延伸開業した。これに伴い京阪京津線の地下鉄東西線乗り入れ区間もそれまでの京都市役所前駅から新しい西の終点駅の太秦天神川駅まで延長された。なお、延伸開業後の運行形態は浜大津方面は7 - 21時台、御陵方面は6 - 19時台の時間帯の半数の列車（おおむね30分間隔）が太秦天神川駅発着・その他の列車は京都市役所前駅発着となった。なお、この2008年1月に行われたダイヤ改正では、地下鉄化後初の減便改正となった。日中は15分間隔で変わらなかったが、日中以外の時間帯で減便された。さらに、2018年3月17日のダイヤ改正からは、日中はすべての列車が太秦天神川駅発着に統一されたが、東西線と合わせる形で20分間隔となり減便となった。

### 過去の運行形態
営業キロ・接続路線は現存区間・廃止区間の駅一覧を参照。
浜大津駅は現在のびわ湖浜大津駅。当節では当時の駅名で解説。
●：停車、○：一部の時間帯のみ停車、－：通過

#### 1971年8月14日まで
| 駅名 | 三条駅 | 東山三条駅 | 蹴上駅 | 九条山駅 | 日ノ岡駅 | 御陵駅 | 京阪山科駅 | 四宮駅 | 追分駅 | 大谷駅 | 上関寺駅 | 上栄町駅 | 浜大津駅 |
| 急行 | ●      | －         | －     | －       | －       | ●      | ●          | ●      | －     | －     | －       | ●        | ●        |
| 普通 | ●      | ●          | ●      | ●        | ●        | ●      | ●          | ●      | ●      | ●      | ●        | ●        | ●        |

- 浜大津駅改良工事完成による1957年3月20日ダイヤ改正[12]前は、日中は三条駅 - 浜大津駅間の急行と三条駅 - 浜大津駅間の普通がそれぞれ約15分間隔で、夕方は三条駅 - 浜大津駅間の急行と三条駅 - 浜大津駅間の普通がそれぞれ約10分間隔で運行されていた。石山坂本線との直通運転はごく一部の急行に限られていた（1957年1月時点では三条駅発で17 - 18時台の3本のみが石山寺駅へ直通していた）[注釈 4][13]。
- 上栄町駅への急行停車は、長等公園下駅より改称した1959年3月1日から実施された。
- 1957年3月20日ダイヤ改正から1968年3月25日改正前までは、日中は三条駅 - 石山寺駅間の急行と三条駅 - 浜大津駅間の普通が各15分間隔で、夕方は三条駅 - 石山寺駅間の急行、三条駅 - 浜大津駅間の急行、三条駅 - 浜大津駅間の普通2本の合計4本が20分サイクルで運行されていた[注釈 4][14][15]。
- ただし不規則に三条駅 - 石山寺駅間の急行が浜大津折返しになることがあった[14][15]。これは、膳所駅 - 浜大津駅間において、石山坂本線の三線軌条を利用して運行されていた江若鉄道の気動車及び国鉄の貨物列車の影響による間引き運転である[16]。
- 1968年3月25日ダイヤ改正以降は、日中は三条駅 - 石山寺駅間の急行、三条駅 - 浜大津駅間の普通、三条駅 - 四宮駅間の普通の合計3本が20分サイクルで、夕方は日中の列車に三条駅 - 浜大津駅間の急行を加えた合計4本が20分サイクルで運行されていた[注釈 4][17]。

#### 1971年8月15日 - 1981年4月11日
| 駅名 | 三条駅 | 東山三条駅 | 蹴上駅 | 九条山駅 | 日ノ岡駅 | 御陵駅 | 京阪山科駅 | 四宮駅 | 追分駅 | 大谷駅 | 上栄町駅 | 浜大津駅 |
| 急行 | ●      | －         | －     | －       | －       | ●      | ●          | ●      | －     | －     | ●        | ●        |
| 準急 | ●      | －         | －     | －       | －       | ●      | ●          | ●      | ●      | ●      | ●        | ●        |
| 普通 | ●      | ●          | ●      | ●        | ●        | ●      | ●          | ●      | ○      | ○      | ○        | ○        |

- このダイヤ改正で準急が新たに設定された。急行は平日（当時は土曜を含む）朝夕のみの運転となり、普通は早朝・深夜を除き四宮駅折り返しとなった[18]。
- 日中の準急は三条駅 - 浜大津駅間と三条駅 - 石山寺駅間の系統がそれぞれ30分間隔で交互に運行されていた。準急の間に三条駅 - 四宮駅間の普通が1本（15分間隔）運行されていた[18]。夕方は三条駅 - 石山寺駅間の急行、三条駅 - 浜大津駅間の急行、三条駅 - 浜大津駅間の準急2本、三条駅 - 四宮駅間の普通2本の計6本が30分サイクルで運行されていた[注釈 4][18]。
- 上関寺駅は廃止となった。また京阪山科駅での待避が廃止され、2年後の1973年に待避線は撤去された。
- 石山坂本線石山寺駅直通の急行・準急は浜大津駅 - 石山寺駅間では各駅停車[18]。
- 三条駅 - 浜大津駅間および四宮駅 - 浜大津駅間の普通列車は早朝と深夜のみの設定で、80型が通常ダイヤで営業列車として浜大津駅に発着するのはこの時に限られていた[18]。
- 一部の急行・準急は四宮駅始発・終着のものが設定されていた。三条駅 - 四宮駅間の列車は停車駅は同じであるが、急行として運行される列車と準急として運行される列車があった[注釈 5]。四宮駅 - 浜大津駅間運転の準急は実質各駅停車であるが、80型以外が充当される列車は準急（80型充当の列車は普通）として運転され、1981年改正以降もこれは変わらなかった。

#### 1981年4月12日 - 1997年10月11日
| 駅名 | 京津三条駅 | 東山三条駅 | 蹴上駅 | 九条山駅 | 日ノ岡駅 | 御陵駅 | 京阪山科駅 | 四宮駅 | 追分駅 | 大谷駅 | 上栄町駅 | 浜大津駅 |
| 準急 | ●          | －         | －     | －       | －       | ●      | ●          | ●      | ●      | ●      | ●        | ●        |
| 普通 | ●          | ●          | ●      | ●        | ●        | ●      | ●          | ●      | ○      | ○      | ○        | ○        |

- 石山坂本線石山寺駅直通の準急列車と全ての急行列車が廃止された[19]。
- 昼間時は三条駅（1987年以降の京津三条駅。以下同じ） - 浜大津駅間の準急と三条駅 - 四宮駅間の普通がそれぞれ15分間隔、朝ラッシュ時はそれぞれ6 - 10分間隔、夕ラッシュ時はそれぞれ10分間隔の運行であった[19]。
- 三条駅 - 浜大津駅間直通及び四宮駅 - 浜大津駅間の普通列車は早朝と深夜のみの設定[19]で、引き続き通常ダイヤで80型が浜大津駅に発着するのはこの時のみであった。
- 準急の出入庫系統として、三条駅 - 四宮駅間及び四宮駅 - 浜大津駅間運転の列車が設定されていた。四宮駅で三条方面の普通用80型と浜大津方面の準急用高床車を乗り換える運用もあった[19]。なお、1987年6月1日ダイヤ改正以降、四宮駅 - 浜大津駅間運転の準急（実質各駅停車）は普通列車扱いとなり、高床車に「普通 四宮」「普通 浜大津」の方向幕が整備された。

#### その他
1960年代まで、60型「びわこ号」や200型・260型などを使用した臨時特急も運転されていたこともあった。京津線内はノンストップであった。
1950年代の夏季臨時特急では京阪山科駅のみに停車していたが、1960年代の冬季スキー臨時特急では全線ノンストップで運転していた。

## 使用車両

### 現在の使用車両
- 800系（2代）

800系を含む600形以降の車両は、石山坂本線とともに、寺院の半鐘の音をイメージして作られた、独自の警笛を採用している。
1997年に800系の運転席の運行スタフ（時刻表）に、運転席のモニター内のタッチパネル式ディスプレイ表示（運行指示の内容が記録されたICカードを読み込んで表示する方式）が採用された。

### 過去の使用車両
- 1型（初代）
1912年（大正元年）の京津電軌開業時に製造された8m級モニタールーフ・オープンデッキの路面電車スタイルの木造ボギー車で15両あった。マキシマム・トラクション台車が特徴で、1933年（昭和8年）までに廃車された。客室窓は2連窓が3組並び、その上部の幕板にはアーチ状の飾り窓が設けられていた。
- 1型（2代・元北大阪電気鉄道1形）
- 20型
初代1型の増備車として1914年（大正3年）に9両が登場。1型とほぼ同じスタイルで、車体は10m級と一回り大きくなった。新製当時は初代1型の続番で16形と称し、1939年（昭和14年）に20型と改称され、一部は鋼体化改造を受けて丸屋根・平妻・扉つきの車体になり、1966年（昭和41年）まで使用された。収容力に乏しいことから一時石山坂本線に転属したが、四宮車庫火災の後に激減した低床車を補うため京津線に復帰した。なお、3両が1933年（昭和8年）に信貴生駒電鉄枚方線（現・京阪交野線）に貸し出され、特殊な集電装置をつけて900形（901 - 903）として使用されたこともある。
- 30型
京阪に合併された後の1926年（大正15年）から1928年（昭和3年）にかけて登場した10m級半鋼製車で12両（31 - 43、42は欠番）あった。丸屋根で乗降口に扉が設置されるなど近代化が進み、京阪線100型を2扉丸屋根にしたような外観。31 - 35は一時石山坂本線に転属したが、四宮車庫火災の後に激減した低床車を補うため京津線に復帰した。新製当時は低床車で台車は住友ST18を履き、一部車両（36 - 40）の四宮車庫火災からの復旧の際に全車がステップを撤去して高床化・自動ブレーキ化・2両固定編成化の改造を受け、上半マンダリンオレンジ・下半カーマインレッドの特急色で京津線急行運用に就いた（なお復旧車は車体長が若干伸びて表面のリベットがなくなり、側窓も無被災車の8枚に対し9枚と1枚増えている）。その後260型の登場で石山坂本線に転属して塗色も緑の濃淡の一般色に変更され、1968年（昭和43年）に廃車された。
- 50型
- 60型（びわこ号）
- 70型
- 80型
普通列車用であるが、時折急行・準急の代走にも使用された。
- 200型
- 260型
- 300型（2代）
- 350型
回送・試運転のみ。
- 500形（2代）
- 600形
- 700形
地下鉄東西線開業後、600形・700形は石山坂本線用となったが、貸切列車等で四宮駅 - びわ湖浜大津駅間を走行することがある。

## 歴史
車両はすべて電車。本節中の「客車」は電動客車（電車）を意味する。

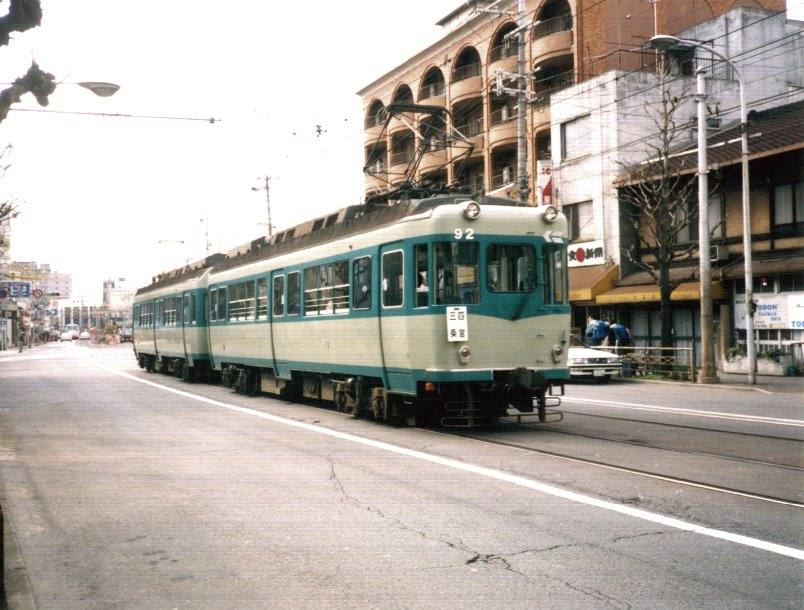
東山三条付近の併用軌道を走る80形（1992年）

### 京津電気軌道時代
- 1906年（明治39年）
  - 3月19日：旧東海道に沿って京都市中心部と大津市中心部とを直結する電気鉄道の敷設を目的に、京津電気軌道株式会社が、京都市下京区三条通大橋町117番地先 - 大津市御蔵町間の軌道敷設を内務省に出願。
  - ほぼ同時期
    - 旧東海道に沿って京都市中心部と大津市中心部とを直結する電気鉄道の敷設を目的に、京都電気鉄道株式会社（後の京都市電）ほか1社が、京都市下京区三条通大橋町117番地先 - 大津市御蔵町間の軌道敷設を内務省に出願。
    - 京都市下京区三条通大橋町117番地先 - 大津市御蔵町間の軌道敷設が京津電気軌道、京都電気鉄道株式会社ほか1社の3社の競願となる。

  - この年
    - 鉄軌道事業の主務官庁（監督官庁）である内務省が京津電気軌道株式会社、京都電気鉄道株式会社ほか1社の3社に対して妥協による合流を要請。
    - 京津電気軌道株式会社と京都電気鉄道株式会社とが妥協し、京都電気鉄道株式会社が京津電気軌道株式会社に合流。
- 1907年（明治40年）1月24日：軌道条例に基づき、内務省から京津電気軌道株式会社に対して三条大橋 - 浜大津間10.0kmの軌道敷設特許状、並びに命令書が下付。
- 1910年（明治43年）3月28日：京都商業会議所（現・京都商工会議所）において、京津電気軌道株式会社の創立総会が開催され、正式に発足[20]。総株数3万株、資本金150万円[20]。初代社長に奥繁三郎が就任[20]。
- 1911年（明治44年）
  - 4月22日：工事施行認可。
  - 6月21日：三条大橋 - 札ノ辻間の軌道敷設工事が滋賀県側で着工。
  - 8月1日：逢坂山隧道（全長約250m）の掘削工事を着工。
  - 12月4日：逢坂山隧道が貫通。
- 1912年（明治45年）
  - 6月16日：日ノ岡取工事を完了。
  - 6月19日：四宮発電所を竣工。
  - 7月11日：京津1型客車12両を竣工。
- 1912年（大正元年）
  - 8月15日：上関寺駅（現在の大谷駅 - 上栄町駅間にあった。1971年8月15日廃止）付近における官設鉄道東海道本線（現在のJR西日本 東海道本線）を跨ぐ上関寺国鉄跨線橋の建設工事の遅れから、三条大橋駅 - 上関寺仮乗降場間と上関寺駅 - 札ノ辻駅（現在の上栄町駅 - びわ湖浜大津駅間にあった。1946年10月1日廃止）間がそれぞれ個別に開業。上関寺駅付近約100mは徒歩連絡。
  - 12月13日：三条大橋 - 三条間0.6kmの軌道敷設特許状、並びに命令書が下付[注釈 6]。
  - 12月14日
    - 上関寺駅付近における官設鉄道東海道本線を跨ぐ上関寺国鉄跨線橋の建設工事が竣工。上関寺仮乗降場 - 上関寺駅間約100mが開業し、三条大橋駅 - 札ノ辻駅間10.0kmが一体化し、直通運転を開始。同区間を10分毎に30分で結ぶ。
    - 総工費 - 145万1,107円73銭。
    - 京都市内から琵琶湖畔の栗太郡瀬田村（現在の大津市瀬田） - 滋賀郡下阪本村字唐崎（現在の大津市唐崎）間・湖南の山田港（栗太郡山田村、現在の滋賀県草津市山田町）・木ノ浜港（野洲郡速野村、現在の滋賀県守山市木浜町）や湖西の雄松埼港（滋賀郡小松村、現在の大津市南小松）・竹生島への参詣客の誘致のため、太湖汽船と湖南汽船（両社とも現在の琵琶湖汽船）との連絡割引切符の発売を開始。

  - 12月20日：京津電気軌道から古川町・木屋町三条経由 京都電気鉄道木屋町線、木屋町五条・五条経由 京阪電気鉄道京阪本線の3社線連絡運賃が認可。
- 1913年（大正2年）
  - 1月1日：大阪市内からの観光客の誘致、及び大津市内からの桃山御陵参拝客誘致のため、京阪電気鉄道京阪本線 天満橋駅 - 五条駅（現在の清水五条駅）間、京都電気鉄道木屋町線（後の京都市電木屋町線。1927年1月22日全線廃止）木屋町五条 - 木屋町三条間を有効区間とする京阪電気鉄道・京都電気鉄道との3社連絡切符の発売を開始。
  - 3月1日：大津電車軌道（現在の京阪電気鉄道石山坂本線）との連絡切符の発売を開始。
- 1916年（大正5年）5月1日：官設鉄道東海道本線 京都駅 - 馬場駅（現在の膳所駅）間の現行ルートへの移設工事に伴い、御陵駅 - 毘沙門道駅（現在の京阪山科駅）間の一部区間を新設の東海道本線 高架（盛土高架）北側へ移設する工事を開始。
- 1917年（大正6年）5月5日：札ノ辻駅 - 浜大津駅間の家屋立退が進展せず、敷設を断念[22]。
- 1919年（大正8年）5月29日：三条大橋駅 - 三条駅間が単線開業[23]。
- 1921年（大正10年）
  - 8月1日：官設鉄道東海道本線京都駅 - 馬場駅間の現行ルートへの移設工事に伴う御陵駅 - 毘沙門道駅間の一部区間の新設の東海道本線高架（盛土高架）北側への移設工事が竣工し、毘沙門道駅を山科駅前駅（現在の京阪山科駅）に改称。
- 1922年（大正11年）
  - 2月22日：札ノ辻 - 浜大津間の軌道敷設延長再申請。
  - 2月29日：安曇川上流に中村水力発電所が竣工。
  - この年、奥繁三郎社長（当時、衆議院議長）は、京阪電鉄に対し、合併を打診した[20]。
- 1923年（大正12年）
  - 2月20日：三条大橋駅 - 三条駅間が複線開業[24]。
  - この頃
    - 奥繁三郎社長が推し進める京津電気軌道と京阪電気鉄道との合併に異議を唱える役員が増加。一部の役員の中からは、独自に京都電燈（現在の京福電気鉄道）との合併交渉に取り組む者まで現れるようになる。
    - 京阪電気鉄道株式会社が鉄道大臣、及び京都府知事に対して、京津電気軌道との合併によって大阪市 - 大津市間の直通運転が可能となり、大幅に旅客の便宜を図れることや、両社とも鉄軌道事業を本業する会社であることから、その一環経営による経済面、能率面での国家的利益を強調して具申。
    - 京阪電気鉄道株式会社が京津電気軌道の全事業のうち、沿線における電力供給事業については、安曇川発電所とともに電力供給事業を本業とする京都電燈に譲渡することで京都電燈との間に折り合いをつけ、京津電気軌道との合併協議を再転させる。
- 1924年（大正13年）
  - 8月30日：京津電気軌道株式会社と京阪電気鉄道株式会社との間で、合併に関する仮条約が締結される[25]。
  - 9月27日：京阪電気鉄道株式会社の臨時株主総会において、京津電気軌道株式会社の軌道事業を325万円で譲り受け、同社を合併することが決議されるとともに、京阪電気鉄道株式会社の資本金が5,077万円に増資される。

### （初代）京阪電気鉄道時代
- 1925年（大正14年）
  - 2月1日：京津電気軌道株式会社が京阪電気鉄道株式会社と合併し、同社の京津線となる[25]。
  - 5月5日：札ノ辻駅 - 浜大津駅（現在のびわこ浜大津駅）間が延伸開業し、全線開通。浜大津駅を新設[25]。
- 1926年（大正15年）9月1日：旧京津電気軌道が行っていた配電事業を京都電燈に譲渡[26]。
- 1927年（昭和2年）9月21日：御陵駅を新築移転[27]。
- 1928年（昭和3年）
  - 7月1日：応天門駅を神宮道駅（後の平安神宮前駅。1944年廃止）に、広道駅を岡崎道駅（1931年2月20日廃止）に、それぞれ改称。
  - 11月20日：自動閉塞信号機の使用を開始[28]。
- 1930年（昭和5年）11月9日：大谷駅で労働組合員による電車脅迫脱線事件が起きる（日本の鉄道に関する事件を参照）[29]。
- 1931年（昭和6年）
  - 2月9日：線路移設工事のため、蹴上駅の仮ホーム使用を開始。
  - 2月20日 専用軌道上の古川町駅 - 蹴上駅間を三条通上の併用軌道に移設したことにより営業キロが86m短縮[30]。神宮道駅を三条通上の併用軌道に移設。岡崎道駅を廃止。
  - 3月25日：蹴上駅の新ホームが竣工。
  - 3月28日：古川町駅を旧位置に移設。
  - 7月23日：四宮駅 - 追分駅間の京都府京都市と滋賀県大津市との境界付近に緑ヶ丘運動場前臨時駅を新設。
- 1932年（昭和7年）
  - 2月16日：京津国道（国道1号）の改良工事に伴い大谷 - 追分間併用軌道の専用軌道化工事竣工。
  - 4月7日：大谷駅を新築移転。
- 1933年（昭和8年）
  - 2月1日 日本初の複巻電動機付回生制動車50型営業運転開始。
  - 5月11日：蹴上駅 - 日ノ岡駅間の併用軌道を専用軌道に移設。
  - 6月15日：三条大橋駅 - 浜大津駅間の所要時間を最速27分に短縮[31]。
- 1934年（昭和9年）
  - 3月19日：日本初の連接車60型「びわこ号」3編成が竣工。
  - 4月2日：三条駅・三条大橋駅経由の京阪本線・京津線の直通運転が開始。60型を使用し、天満橋駅 - 浜大津駅間で特急「びわこ号」の運転が開始され、同区間が最速72分で結ばれる。
  - 4月17日：山科駅前駅の待避線が完成し、三条大橋駅 - 浜大津駅間の急行運転が開始され、三条大橋駅 - 浜大津駅間の所要時間を最速21分に短縮[31]。
- 1935年（昭和10年）6月29日：鴨川水害に伴い三条大橋駅破損、蹴上駅 - 日ノ岡駅間の土砂崩れで三条大橋駅 - 日ノ岡駅間が不通、7月2日より運転再開[32]。
- 1936年（昭和11年）
  - 6月25日：天文台下駅開業。
  - 10月10日：軌道・鉄道線路名が改正され、大津線に属する京津線となる[31]。
- 1937年（昭和12年）8月20日：大津線の旅客運賃の改正を実施し、旅客運賃を値下げ[33]。
- 1939年（昭和14年）6月20日：京津線と石山坂本線との連絡線が完成[33]。
- 1940年（昭和15年）
  - 戦時体制下の下、紀元2600年と相まって京津線開業30周年の祝意を表す最小限の企画が実施。
  - 2月頃：京阪線京津線の「びわこ号」による直通運転が停止される。
- 1941年（昭和16年）2月1日：神宮道駅を平安神宮前駅に改称。
- 1942年（昭和17年）：緑ヶ丘運動場前臨時駅を廃止。
- 1943年（昭和18年）4月15日：天文台下駅を九条山駅に改称。

### 京阪神急行電鉄時代
- 1943年（昭和18年）
  - 10月1日：戦時中の企業統合政策、陸上交通事業調整法により、京阪電気鉄道株式会社が阪神急行電鉄株式会社と合併し、京阪神急行電鉄株式会社（現在の阪急電鉄株式会社。法人格としては現在の阪急阪神ホールディングス株式会社）が発足。同社の京津線となる。
  - 11月10日：長等公園下駅を廃止。
- 1944年（昭和19年）
  - 4月1日：平安神宮前駅、日ノ岡駅を廃止。
  - 9月5日 通勤列車の営業運転を開始。
  - 11月21日：三条大橋駅 - 山科駅前駅間の折り返し列車運転のため、山科駅前駅に亘り線を新設。
- 1945年（昭和20年）
  - 1月25日：「大化の改新1300年祭」に天満橋駅から京阪線・京津線経由坂本線の「近江神宮駅」へ直通列車が運転される（63号）。
  - 4月 1944年12月11日に廃止された愛宕山鉄道の客車3両を譲受。
  - 5月15日：蹴上駅、大谷駅、札ノ辻駅を休止。
  - 6月1日：大谷駅の営業再開。
  - 10月2日：蹴上駅の営業再開。
- 1946年（昭和21年）
  - 1月1日：長等公園下駅の営業再開。
  - 4月25日 九条山駅付近で発生した土砂崩壊のため、上下線が不通になる。翌26日始発から上り線のみ運行を再開。
  - 5月10日：京津線の浜大津駅を石山坂本線の南側の路面上から同線の北側の船溜跡に移転。これに伴い石山坂本線の浜大津駅は浜大津（東口）駅と称する。
  - 10月1日：休止中の札ノ辻駅を廃止。
  - 10月21日：学校修学旅行団体に限って京津線の団体旅客取扱を再開。
- 1948年（昭和23年）
  - 2月1日：三条大橋駅 - 浜大津駅間急行列車の運転を再開（最速25分）。三条大橋駅 - 石山坂本線石山寺駅間直通運転を開始。
  - 5月18日：全線で旅客運賃を改定し、旅客運賃を7割5分値上げ。また、大津線の区間制が変更され、京津線内の区間が、それまでの3区から4区となる。
  - 10月15日：長等公園下駅の下り線ホームの使用を中止。
  - 10月31日：16時40分頃、上り25号車が蹴上駅 - 九条山駅間でポールが外れ停車中、急勾配のため自然後退し、後続の58号車に衝突。同車もこの衝撃で後退し、さらに神宮道で停車中の72号車に衝突、3両とも中破した。乗客中死者1名、重軽傷70名。
- 1949年（昭和24年）
  - 3月1日：長等公園下駅の下り線ホームの使用を再開。
  - 5月1日：全線で旅客運賃を改定。
  - 5月20日：22時25分頃、蹴上の都ホテル前で京津線の三条大橋行の37号車のモーター回路が地絡して主回路遮断器が熔解し、乗客8名が火傷を負う事故が発生。
  - 7月16日：土曜・日曜・祝日に限り天満橋駅 - 浜大津駅間直通の「びわこ号」運転再開。
  - 8月7日：4時30分頃、四宮車庫で火災が発生し、建物と客車22両を焼失。
  - 三条大橋 - 石山直通列車を一時中止。急行・普通ともに15分毎に運転し、その不足分を京阪自動車（現在の京阪バス）がバスを増発して輸送を補う。
  - 8月8-13日：京津間旅客輸送に京阪自動車がバスを電車代替車として臨時ダイヤを実施。
  - 11月25日：三条大橋駅を京阪本線の三条駅に統合。
  - 11月30日：統合された三条駅が竣工。

### （2代目）京阪電気鉄道時代

#### 地下鉄東西線開業前
- 1949年（昭和24年）
  - 12月1日：京阪神急行電鉄株式会社から京阪本線・交野線・宇治線・京津線・石山坂本線が分離譲渡され、資本金3億34万円で、（2代目）京阪電気鉄道株式会社が再発足し、再び同社の京津線となる。
  - 12月11日：普通列車の三条駅 - 浜大津駅間の所要時間を最速32分に短縮。
  - 12月30日：2両連結運転開始に伴う御陵駅、山科駅前駅、四宮駅の各駅の拡張改良工事完了。
- 1950年（昭和25年）1月7日：古川町駅の上り線に安全地帯を設置。
  - 1月30日：四宮車庫の火災によって焼失した大津線車両22両のうち復旧困難な客車15両と老朽電動客貨車各1両（20型1両、撒水車1両）を廃車。
  - 9月3日：ジェーン台風によって駅や変電所などに被害が発生し、その被害額は約3,000万円に及ぶ。
    - 大津線の関西電力送電線事故のため、12時30分から約12時間半に渡って停電し、京津線を走行中の13の旅客列車が営業線上に停車。

  - 9月4日：1時50分頃に停電が復旧したため、初発から平常運転を実施。
  - 9月10日：四宮駅上り副本線の新設に伴い、上り急行列車の待避駅を京阪山科駅から四宮駅に変更。
  - 10月30日：ジェーン台風による大津線の被害復旧工事が完了。
  - 11月25日：古川町駅を東山三条駅と改称。
  - 12月25日：大谷駅 - 上関寺駅間の軌道の一部移設工事を完了し、上関寺駅上り線ホームを高床ホームに変更。
- 1951年（昭和26年）
  - 4月1日：三条駅 - 浜大津駅間の普通列車の所要時間を最速30分に短縮。
  - 5月15日：総事業費88万4千円をかけ、長等公園下 - 浜大津間の併用軌道改良工事を着工。
  - 10月15日：三条駅 - 東山三条駅間の併用軌道改良工事を完了。
  - 10月20日：蹴上駅 - 九条山駅間の下り線の水害復旧工事を完了。
  - 12月22日：天満橋駅 - 浜大津駅間にスキー列車の運転を開始。
- 1952年（昭和27年）
  - 10月31日：大津線5型（元阪急34形）3両を廃車。
  - 12月20日：九条山駅 - 御陵駅間約300mの併用軌道改修第2期工事を完了。
- 1953年（昭和28年）
  - 4月1日：山科駅前駅を東へ100m移設し、京阪山科駅と改称。
  - 7月20日：18時50分・九条山駅付近で土砂崩れ発生、21時24分単線で仮復旧するも、再度崩落で不通に。翌21日三条駅 - 九条山駅間の不通箇所間は、京阪自動車で代替輸送し、列車は九条山に仮ホームを設け、浜大津駅 - 九条山駅間の折り返し運転を実施（復旧日不明）。同区間は9月15日朝にも同区間で落石、一時運休。9月25日も台風13号で落石事故で運休している[34]。
  - 10月13日：上関寺国道踏切の遮断機を半自動式に変更。
  - 11月24日：200型運転に伴う京津線の工事方法の変更が認可。
  - 12月15日：大津線車両にスライダー式トロリーポールの試験的使用を開始。
  - 12月28日：日ノ岡駅の営業再開。
  - 12月30日：200型連結運転に伴う三条曲線の変更工事、並びに浜大津駅の改良工事を完了。
- 1954年（昭和29年）
  - 1月4日：日ノ岡駅に安全地帯を新設。
  - 1月25日：浜大津経由の三条駅 - 石山寺駅間の急行運転が開始。
  - 1月29日：大津線車両に車輪々縁注油器の試験使用を開始。
  - 4月11日：九条山防災工事に着工。
  - 7月4日：大津線各駅から宇治直通団体客に対して60型を運転。
- 1955年（昭和30年）
  - 1月：京都市美術館で開催された「ルーブル展」開催期間中の最寄り駅として、東山三条駅・蹴上駅間に臨時駅のルーブル展駅を開設。
  - 12月7日：御陵国道踏切（後の御陵府道踏切。1997年10月12日廃止）の遮断機を自動水平昇降式に改修。
- 1956年（昭和31年）
  - 1月10日：線路名称が制定され、大津線に属する京津線となる。
  - 1月15日：石清水厄除大祭参詣客のため、三条経由の八幡町（現在の八幡市） - 浜大津間直通臨時急行「やわた」号を運転。
  - 5月24日：大津線車両200型201-202号車に車内放送装置を取り付け、試験使用を実施。
  - 9月13日：大津線客車7両に車内放送装置を設置。
  - 10月15日：追分駅 - 大谷駅間の重軌条更換工事を完了。
  - 12月15日：総工費380万円をかけた三条駅 - 東山三条駅間の併用軌道舗装改修工事が完了。
- 1957年（昭和32年）
  - 1月10日：三条駅入口付近の曲線部軌条更換工事と浜大津駅の改良工事を着工。
  - 2月15日：京阪山科駅 - 追分駅間での重軌条更換工事を完了。
  - 3月15日：総工費213万円を投じた三条駅入口付近の曲線部軌条更換工事が完了。
  - 4月26日：大津線260型2両を新造。
  - 7月10日：九条山駅 - 日岡駅間の重軌条更換工事を完了。
  - 7月11日：大津線260型5両を新造。
  - 7月15日：浜大津駅改良工事完成、ホームを2面2線に増強。
- 1958年（昭和33年）12月24日：大津線車両のうち急行車用26両に暖房器を新設。
- 1959年（昭和34年）
  - 1月20日：電車の集電装置（ポール）をホイール式からスライダー式に変更。
  - 3月1日：長等公園下駅の改築工事が完了し、上栄町駅と改称されるとともに、急行停車駅となる。
  - 4月8-14日：皇太子殿下御成婚奉祝花電車を運転。
  - 12月25日：京阪山科駅の連動装置を遠方制御式に変更。
- 1961年（昭和36年）
  - 8月12日：抑速回生と発電ブレーキ併用の高性能車80型営業運転開始。
  - 11月23日：浜大津 - 枚方公園間の「菊号」の運行をもって、60型による京阪線への直通運転を中止。
- 1965年（昭和40年）
  - 6月24日：300型（2代）4両が竣工（この時、片町駅（廃駅）の側線から搬入され京阪線を走らせて京津線へ送られた[35]）。
  - 10月16日：三条発の島めぐり臨時特急（260型2両編成）が蹴上駅 - 九条山駅間で併用軌道から専用軌道に入る際、トラックと衝突。九条山駅 - 浜大津駅間で折り返し運転[36]。
- 1966年（昭和41年）11月4日：デッドマン装置の未設置車43両にデッドマン装置の設置を完了。
- 1968年（昭和43年）
  - 3月25日：運転間隔を（三条駅 - 石山寺駅間の急行、三条駅 - 浜大津駅間の普通の各列車）15分毎から（三条駅 - 石山寺駅間の急行、三条駅 - 浜大津駅間の普通、三条駅 - 四宮駅間の普通の各列車）20分毎に変更し、京阪線の間隔に合わせる[37]。
  - 6月15日：集電装置のパンタグラフ化準備のための逢坂山トンネルの掘り下げ工事竣工[37]。
  - 6月27日：（新）四宮変電所竣工、旧変電所は廃止。変電所の集中制御化工事竣工[37]。
  - 11月22日：蹴上 - 東山三条間の併用軌道で脱線事故、午前10時20分まで九条山駅以西が運休[37]。
- 1969年（昭和44年）11月6日：三条駅構内の京阪本線との連絡線を撤去[38]。
- 1970年（昭和45年）
  - 7月1日：京津線に過速防止装置の使用を開始。
  - 7月30日：三条駅で60型（びわこ号）のお別れ式を挙行。
  - 8月23日：電車の集電装置をスライダー式ポールからパンタグラフに変更。
  - 7月：80型81-93を順次2両連結編成に改造（1972年1月までに2両固定編成化完了）。
  - 10月：80型94-96は2連連結用として竣工。
- 1971年（昭和46年）
  - 8月15日：上関寺駅廃止。大規模なダイヤ改正が実施され、準急を新設し、運転間隔を20分毎から（三条駅 - 浜大津駅・石山寺駅間の準急、三条駅 - 四宮駅間の普通の各列車）15分毎に変更することにより京津線と京阪本線との連絡が強化。全列車を2両連結編成での運行とし、単行運転を廃止。急行は朝夕のみの運行となる。
- 1979年（昭和54年）
  - 4月16日：500型営業運転開始。
  - 9月20日：西大津バイパスのインターチェンジ建設と国道1号線拡幅のために四宮駅の東から追分駅の東・名神高速の交差部分までの区間、京津線の線路を約15m北側へ移設、追分駅移設竣工[39]。
- 1980年（昭和55年）10月30日：大津線全車両62両に排障器および補助排障器の取付けが完成。
- 1981年（昭和56年）
  - 1月9日：浜大津駅前の京津線と石山坂本線との連絡線を廃止し、浜大津経由の三条駅 - 石山寺駅間の直通運転を廃止。
  - 4月12日：京津線の浜大津駅を石山坂本線の同駅（旧東口）に統合。ダイヤ改正を実施し、急行を廃止。
  - 7月31日：浜大津駅の移設・統合化工事が完成。
    - 京津線の旧浜大津駅跡地には、明日都浜大津ビルが建設された。
    - 石山坂本線の旧浜大津駅（旧東口）は、わずかに湖側に移動して現在の浜大津駅になった。
    - 浜大津駅の統合によるスイッチバックの廃止で、石山坂本線内で京津線車両の向きが従来とは逆になり、保守点検などで不都合が生じることとなった。そのため錦織車庫に転車台を仮設し、同年5月28日 - 6月8日にかけて、京津線の車両（80型16両・260型12両・500型4両）の方向転換作業が行われた。
- 1983年（昭和58年）4月1日：蹴上駅 - 四宮駅間にATSを設置[40]。
- 1984年（昭和59年）
  - 4月1日：ATSの設置を完了。
  - 4月26日：京津線初の冷房車600型営業運転開始。
- 1986年（昭和61年）
  - 1月17日：列車無線連絡装置の使用を開始。
  - 7月30日：全駅で朝夕ラッシュ時に禁煙タイムを実施。
- 1987年（昭和62年）
  - 4月1日：京津線の三条駅を京津三条駅へ改称（5月23日までは同一改札内で三条駅と京津三条駅が同居）。
  - 5月24日：京阪本線の京都地下線（東福寺 - 三条間）開通に伴い、三条駅が地下化。京津三条駅は地上に残る。
  - 6月1日：京阪本線三条（地下）駅との連絡調整を主目的とし、大津線・京阪線同時にダイヤ改正。
- 1989年（平成元年）
  - 4月12日：冷房化した80形1編成の使用を開始。
  - 10月1日：プリペイド式の「Kカード」を導入。
- 1992年（平成4年）
  - 5月1日：建設中の京都市営地下鉄東西線への直通運転開始に伴う、大津線の架線電圧1500V昇圧に対応した700形の営業運転を開始。
  - 11月14日：京阪初の車椅子スペース設置車両である700形705-706が竣工。
- 1994年（平成6年）12月29日：600形の架線電圧1500V昇圧準備工事を完了。
- 1995年（平成7年）
  - 1月30日：京阪電気鉄道株式会社と京都市の間で、京津線列車の京都市営地下鉄東西線への乗り入れに関する基本協定を締結。
  - 9月1日：車内普通券発券機を導入。
  - 12月29日：地震計の使用を開始。
- 1996年（平成8年）
  - 10月28日：京都市交通局東西線直通用車両800系の搬入開始（翌年6月までに8編成32両を導入）。
  - 11月2日：四宮駅の延伸部分の使用を開始。
  - 11月14日：追分駅改修工事竣工。ホームに地元作家の大津絵4枚を掲出。
  - 11月16日：大谷駅を東へ71m（営業キロ上は0.1 km）移設、ホームを4両編成対応化。
  - 11月：終電 - 始発間の深夜に石山坂本線の架線電圧を600Vから1500Vに昇圧し、800系の試運転を開始（翌1997年7月まで）。
- （時期不明）
  - 京阪山科駅 - 浜大津駅間のホーム延伸工事（4両編成対応化）を完了。
  - 御陵府道東踏切付近に、下り線側から京都市営地下鉄東西線へ接続する新線への渡り線（単線）と架線を設置。
- 1997年（平成9年）
  - 4月8日：800系が京都市営地下鉄東西線に乗り入れての試運転を開始、7月末までに全8編成が東西線での試運転を行う。
  - 6月28日：四宮駅新駅舎供用開始。
  - 7月1日：大津支社廃止。
  - 10月11日：80形81-82号車による京津三条駅 - 四宮駅（早朝のみ京津三条駅 - 浜大津駅）間の普通と260形261-262号車による京津三条駅 - 浜大津駅間の準急を京津三条駅 - 御陵駅間のさよなら列車として運行（詳細な最終日の様子は「京津三条 - 御陵間の廃止に関する出来事」を参照）。

#### 地下鉄東西線開業後
- 1997年（平成9年）
  - 10月12日：京津三条駅 - 御陵駅間3.9km廃止。京津三条駅、東山三条駅、蹴上駅、九条山駅、日ノ岡駅を廃止。
    - 御陵駅を西へ約300m移設し、京都市営地下鉄東西線との共同駅として地下化。御陵府道東踏切付近 - 御陵間を地下新線に切り換え。
    - 架線電圧を600Vから1500Vに昇圧。これにより京阪の全ての鉄軌道線（鋼索線除く）の架線電圧が1500Vとなる。
    - 京都市営地下鉄東西線京都市役所前駅まで直通運転開始。800系営業運転開始。浜大津駅で出発式が行われ、一番列車となる浜大津駅5時12分発の普通京都市役所前行き（800系801F）が発車。
    - 京津線専用の80形、京津線・石山坂本線用の260形、石山坂本線専用の350形の大津線内での営業運転を廃止し、600形・700形を石山坂本線専用とする。保線用の貨122号車を廃車。以上により京阪電鉄車両の冷房化率100%と大津線の回生ブレーキ搭載車率100%を達成。
    - 準急が廃止され、大津線内の優等列車は全廃となり、普通列車のみの設定となる。
    - 大津線と京都市営地下鉄との連絡乗車券の発売を開始し、大津線と京阪線との連絡乗車券の発売を廃止。京都市営地下鉄東西線を介した大津線と京阪線との連絡定期券の発売を開始。

  - 10月27日：大津線で廃車となった260形261-262号車、貨122号車の台車をアメリカ合衆国のシーショア・トロリー博物館とミネソタ博物館に無償譲渡。
- 1998年（平成10年）
  - 8月8日：びわ湖大花火大会開催日に限った御陵駅 - 浜大津駅間の臨時運行を開始。
  - 12月31日：初の「おおみそか延長運転」を実施。
- 1999年（平成11年）6月1日：大津線列車運行管理システムの使用を開始。
- 2001年（平成13年）
  - 5月10日：京都市営地下鉄東西線の特定区間である三条京阪駅 - 御陵駅間との定期旅客運賃を改定。
  - 11月：諸羽神社踏切、円光寺道踏切十禅寺道踏切に踏切障害物検知装置を設置。
- 2002年（平成14年）1月15日：京阪山科駅、四宮駅、上栄町駅の各上り線で係員配置時間帯のみ自動改札機の使用を開始。
  - 3月1日：京津線に「スルッとKANSAI」システムを導入[41]。
    - 追分駅と大谷駅で自動改札機の使用を開始。大谷駅と上栄町駅で発駅証明書発券機の使用を開始。京津線全駅（一部ホームを除く）で自動改札機と自動精算機の導入が完了。

  - 11月30日：全列車をワンマン運転化[42]。
- 2004年（平成16年）
  - 1月24日：臨時貸切列車「おでんでんしゃ」として600形が京津線に入線。
  - 6月1日：京阪大津線公式ウェブサイト「keihan-o2.com」開設。
- 2005年（平成17年）12月31日：この年の運転をもって「おおみそか延長運転」を休止。
- 2007年（平成19年）4月1日：ICカード「PiTaPa」を導入。
- 2008年（平成20年）1月16日：京都市営地下鉄東西線の二条駅 - 太秦天神川駅間の延伸開業に伴い、同線への乗り入れ区間を太秦天神川駅まで延長。
- 2013年（平成25年）
  - 2月7日：上栄町駅付近で浜大津発京都市役所前行き（4両編成）の2両目が脱線。負傷者なし[43][44]。
  - 9月16日：台風18号による大雨の影響で、御陵駅の冠水[45] および、追分駅 - 上栄町駅間における線路への土砂流入により、全線で運転見合わせ[46][47]。
  - 9月29日：17時より京津線全線で運転を再開。29日中は御陵駅 - 浜大津駅間での折り返し運転。30日より京都市営地下鉄東西線への乗り入れ再開[48]。

### （3代目）京阪電気鉄道時代
- 2016年（平成28年）4月1日：（2代目）京阪電気鉄道株式会社が持株会社移行に伴い、京阪ホールディングス株式会社に商号を変更。同社の鉄軌道事業を（3代目）京阪電気鉄道株式会社（京阪電気鉄道分割準備株式会社から商号変更）が継承。
- 2017年（平成29年）4月1日：石山坂本線を含む大津線系統全線で、JR西日本が発行するICカード「ICOCA」を媒体とした「ICOCA定期券」を発売[49]。
- 2018年（平成30年）
  - 1月31日：スルッとKANSAI対応カードの利用を終了。
  - 3月17日：浜大津駅をびわ湖浜大津駅に改称[50][10]。
  - 9月4日：台風21号の接近に伴い「計画運休」を初めて実施[51]。同月30日にも 台風24号の接近で計画運休を実施。
- 2019年（平成31年）2月：大津線すべての先頭車にドライブレコーダーの取り付け完了[52]。
- 2023年（令和5年）2月3日・7日：石山坂本線8か所とともに、2か所の踏切に大津線初の踏切支障報知装置（非常ボタン）を設置[53]。

## 駅一覧

### 現存区間
- 普通列車のみ運転、全列車各駅に停車。
- 京都市営地下鉄東西線については「京都市営地下鉄東西線」の項を参照。

| 駅番号 | 駅名           | 駅間 キロ | 営業 キロ | 接続路線・備考 | 所在地               | 所在地 |
| ------ | -------------- | --------- | --------- | --- | -------------------- | ------ |
| T08    | 御陵駅         | -         | 0.0       | 京都市営地下鉄： 東西線（太秦天神川駅まで直通運転）                                                               | 京都府 京都市 山科区 |        |
| OT31   | 京阪山科駅     | 1.5       | 1.5       | 西日本旅客鉄道： 東海道本線（琵琶湖線）・ 湖西線（山科駅：JR-A30・JR-B30） 京都市営地下鉄： 東西線（山科駅：T07） | 京都府 京都市 山科区 |        |
| OT32   | 四宮駅         | 0.6       | 2.1       | | 京都府 京都市 山科区 |        |
| OT33   | 追分駅         | 1.3       | 3.4       | | 滋賀県 大津市        |        |
| OT34   | 大谷駅         | 1.6       | 5.0       | | 滋賀県 大津市        |        |
| OT35   | 上栄町駅       | 1.7       | 6.7       | | 滋賀県 大津市        |        |
| OT12   | びわ湖浜大津駅 | 0.8       | 7.5       | 京阪電気鉄道： ■ 石山坂本線                                                                                       | 滋賀県 大津市        |        |

#### 現存区間の廃止駅
- 緑ヶ丘運動場前駅：四宮駅 - 追分駅間（臨時駅・1942年廃止）
- 上関寺駅：大谷駅 - 上栄町駅間（1971年8月15日廃止）
- 札ノ辻駅：上栄町駅 - びわ湖浜大津駅間（1946年10月1日廃止）

#### 現存区間の過去の接続路線
- 大谷駅：東海道本線（1921年7月31日まで）
- びわ湖浜大津駅：江若鉄道（1969年10月31日まで）

### 廃止区間
- 全駅京都府京都市内に所在。
- 取り消し線を引いた駅はこの区間の廃止前に廃止された駅。名称は廃止時点のもの。
- 現存区間の御陵駅 - びわ湖浜大津駅間は前節を参照。
- 代替駅は「京都市営地下鉄東西線の京阪京津線の代替駅」の節を参照。

| 駅名         | 駅間 キロ | 営業 キロ | 接続路線・備考                        | 所在地 |
| ------------ | --------- | --------- | ------------------------------------- | ------ |
| 京津三条駅   | -         | 0.0       | 京阪電気鉄道：京阪本線・鴨東線        | 東山区 |
| 東山三条駅   | 0.6       | 0.6       | 京都市電：東山線（1978年9月30日まで） | 東山区 |
| 平安神宮前駅 |           |           | 1944年廃止                            | 東山区 |
| 岡崎道駅     |           |           | 1931年廃止                            | 東山区 |
| 蹴上駅       | 1.0       | 1.6       | 京都市電：蹴上線（1945年2月1日まで）  | 東山区 |
| 九条山駅     | 0.9       | 2.5       | 1997年廃止                            | 山科区 |
| 日ノ岡駅     | 1.0       | 3.5       | 1997年廃止                            | 山科区 |
| 御陵駅       | 0.4       | 3.9       |                                       | 山科区 |

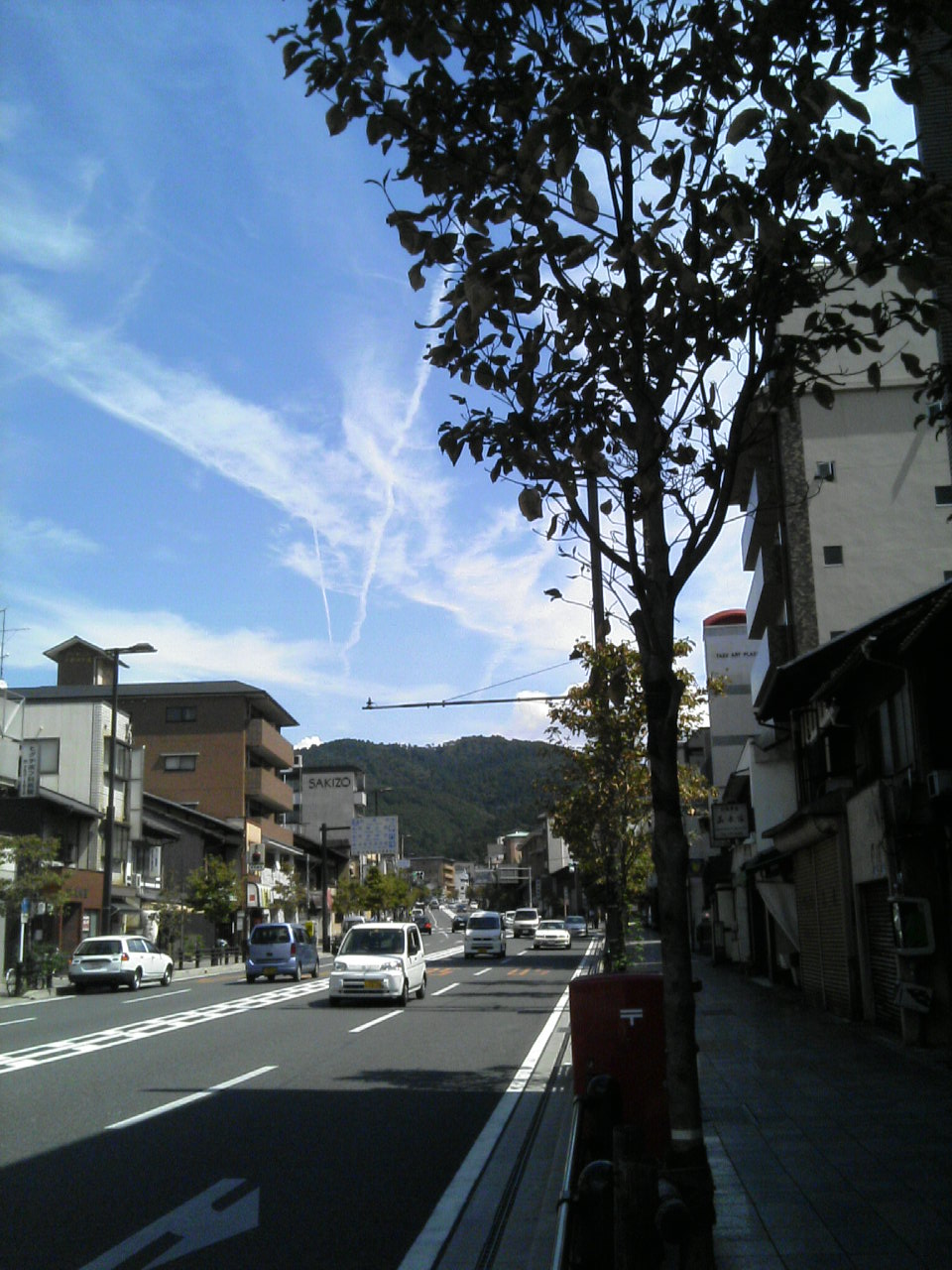
廃止後の三条通、東山三条駅近辺（2006年9月15日）

- 京都市電東山線とは一時期、東山三条駅で直接線路がつながっていたが、旅客列車の直通はなかった。
- 御陵駅は京都市営地下鉄東西線との共同駅として地下化。
- 東山三条駅と蹴上駅は、それぞれ現在の地下鉄東山駅、蹴上駅とほぼ同位置に設置されていた。
- 廃止された日ノ岡駅と御陵駅（地上）のほぼ中間に現在の御陵駅（地下）がある。
- 東山三条駅 - 日ノ岡駅間の各駅は無人で券売機も設置されていなかったため、これらの駅では乗車券を購入できず、車内で乗車券を購入するシステムとなっていた。
- 準急が京津三条駅 - 御陵駅間ノンストップであったのは、準急用の車両が路面区間の駅での乗降に必要なステップを備えていなかったためでもある（「1997年10月11日までの運行形態」の項も参照）。

## キロポストについて
前述のような歴史的経緯から、京津線では距離を示すキロポストが以下の2つに分かれている。（矢印の方向にキロ数が増える）
1. 御陵駅→京阪山科駅
御陵駅 - 京阪山科駅間を地下化した区間を御陵起点でキロポストを打っているため。（実際には御陵駅 - 京阪山科駅間の東海道本線（琵琶湖線）高架下の御陵寄りに距離更正標があり、そこを境に距離標が御陵起点のものから京津三条起点のものに変わる。）
2. 京阪山科駅→びわ湖浜大津駅
京津線として開通した区間を京津三条起点でキロポストを打っているため。（京津三条駅 - 御陵駅間廃止後ならびに御陵駅 - 京阪山科駅間地下化後もそのまま）

## 京都市営地下鉄東西線の京阪京津線の代替駅
| 京津線     | 東西線     | 備考                                                                             |
| ---------- | ---------- | -------------------------------------------------------------------------------- |
| 京津三条駅 | 三条京阪駅 | 京津電気軌道開業時の三条大橋駅があった三条通上の地下に開業                       |
| 東山三条駅 | 東山駅     | 現行とほぼ同じ位置で地下化                                                       |
| 蹴上駅     | 蹴上駅     | 現行とほぼ同じ位置で地下化                                                       |
| 九条山駅   | （なし）   | 代替駅設置を巡って民事訴訟にまでに発展したが、原告側敗訴の上、代替駅も設置されず |
| 日ノ岡駅   | 御陵駅     | 御陵駅を日ノ岡駅 - 御陵駅間の中間地点、三条通上の地下に移設し、日ノ岡駅と統合    |
| 御陵駅     | 御陵駅     | 御陵駅を日ノ岡駅 - 御陵駅間の中間地点、三条通上の地下に移設し、日ノ岡駅と統合    |

※京都市営地下鉄東西線三条京阪駅 - 御陵駅間は京阪京津線の代替区間であり、この区間の鉄道施設は京都市・京阪電気鉄道・地元企業などが出資する第三セクター「京都高速鉄道」が建設・所有し、京都市交通局に貸与して経営を行わせていた。2009年4月からは、同区間は京都市交通局が保有し直営している。

## その他
- 大谷駅 - 上栄町駅間にある逢坂山トンネルは、京阪の鉄軌道線では唯一の山岳トンネルとなっている（他に男山ケーブル線にトンネルが存在）。集電装置をポールからパンタグラフに変更するにあたって路盤を下げる工事が実施されたが、これは列車を運行しながら行われた。
- 大津線（京津線と石山坂本線）の各駅では京都市営地下鉄各駅への連絡運輸は普通乗車券・定期乗車券ともに実施しているが、京阪線（京阪電気鉄道の路線のうち、大津線を除く路線。京阪本線・鴨東線・中之島線・宇治線・交野線）への（通過）連絡運輸は定期乗車券しか実施していない。そのため、普通乗車券で三条駅に乗り入れている京阪線から大津線方面に乗り換える場合（その逆も）は、一度三条駅（大津線からの場合は三条京阪駅）までの乗車券を購入して乗車後、地下鉄の三条京阪駅（京阪線方面への場合は三条駅）で改めて目的の駅までの乗車券を購入しなければならない。
  - 大津線各駅の運賃表に掲示されている「六地蔵駅」は京都市営地下鉄の駅であり、隣接する同名の京阪の六地蔵駅ではない。運賃表にもその旨の注記がある。なお、宇治線の乗り換え駅である地下鉄六地蔵駅でも大津線への連絡乗車券は購入可能である。2007年4月1日からのPiTaPa導入でこうした不便さは幾分緩和されている。
- 連絡乗車券での東西線東野以南と大津線との乗り換えは、御陵駅に限定されており、山科駅（京阪山科駅）乗り換えの乗車券は設定されていない。そのため、連絡普通乗車券では山科駅（京阪山科駅）の改札を出ることができない。びわ湖浜大津駅からの京津線電車が京阪山科駅に到着する際も、JR線に対する乗り換え案内は行われるが、前述の普通連絡乗車券のこともあり東西線への乗り換え案内は行われず、車内掲示の路線図にも京阪山科駅での乗り換え路線に地下鉄東西線は表示されていない[注釈 9]。また、京阪山科駅から御陵駅乗り換え山科駅以南への連絡普通乗車券は発売されておらず[注釈 10]、この区間を利用の際は直接山科駅を利用するように案内がある。ただし京阪山科駅発の運賃自体は乗り越し客などのために設定されており、京阪山科駅からICカード乗車券を利用し御陵駅乗換で山科駅以南まで乗車した場合、御陵経由の正規の乗車運賃が自動的に引き落とされる。
- 京阪山科駅 - 四宮駅間で、旧三条通り（東海道）を回るより距離が100m短縮できることから、抜け道替わりに線路内を通行する歩行者がおり問題になっている。特に地下鉄東西線開通後は同区間の列車本数が1時間8往復から4往復に半減したことから列車と列車の間隔が長くなり、その間に通り抜ける線路内通行者が多数現れている。山科警察署は署員を巡回させ線路内通行者2名を検挙書類送検した[54][55]。
- 四宮駅が京都市内に所在するため、石山坂本線で運行されている車体全体を覆うラッピング電車は京都市の「屋外広告物条例」に抵触するため京津線には入線できない。初代「ちはやふる」ラッピング電車が「さよなら運転」で入線したことはあったが、短時間で折り返すよう京都市から要請されていた。